# Léopold Fabre
Vous lisez un « bon article » labellisé en 2023.
Pour les articles homonymes, voir Fabre.

a Compétitions nationales et continentales officielles uniquement.

b Matchs officiels uniquement.
Léopold Fabre, né le 6 février 1907 à Toulouse (Haute-Garonne) et mort le 18 février 1987 à Thézan-lès-Béziers (Hérault), est un joueur international français de rugby à XV et de rugby à XIII évoluant aux postes de pilier ou de talonneur dans les années 1920 et 1930.
Formé au rugby à XV au F.C. Lézignan, il fait ses débuts dans le Championnat de France lors de la saison 1925-1926. L'arrivée de l'entraîneur-joueur Jean Sébédio permet au club de gravir les échelons et d'atteindre, avec ses coéquipiers Maurice Porra et Gaston Amila, la finale de l'édition de 1929 perdue contre l'U.S. Quillan. Il reste fidèle au club malgré les menaces d'exclusion de ce dernier pour brutalité. Finalement, le club est maintenu et reste un club outsider du Championnat. Il connaît en avril 1930 sa première et unique sélection en équipe de France en remportant 31-0 son opposition face à l'Allemagne à Berlin. En avril 1931, le F.C. Lézignan se trouve exclu du Championnat pour brutalité, L. Fabre décide alors de rejoindre le Stade châteaurenardais et joue quelques rencontres au Stade toulousain du temps de l'Union française de rugby amateur en 1930.
En 1934, il rebondit en prenant part à la première manifestation du rugby à XIII français sur l'invitation de son ex-coéquipier en sélection Jean Galia pour la tournée des « Pionniers ». De retour à Lézignan, il milite pour la création d'un club de rugby à XIII mais cela reste sans suite. Il retourne ainsi au XV au F.C. Lézignan en septembre 1934 pour s'y entraîner sans possibilité de jouer en match dans un premier temps en raison de son passé treiziste ; il y accompagne ses deux frères dont le plus jeune, Émile Fabre, est un futur international de rugby à XV et capitaine du Stade toulousain. Il ne peut que se contenter de matchs amicaux pour revêtir de nouveau le maillot du F.C. Lézignan avant de mettre un terme à sa pratique sportive en 1936.

## Biographie

### Enfance, jeunesse et débuts en rugby à XV à Lézignan
Léopold Fabre naît le 6 février 1907 à Toulouse. Il n'est pas reconnu à sa naissance. Sa mère, Marie Basilisse Eustelle Cuguillère (née le 28 février 1878 à Gardie), sans profession, le reconnaît comme fils naturel le 6 mars 1908 et son père, Léopold Fabre (né le 10 juillet 1861 à Lézignan-Corbières), rentier, le reconnaît comme fils naturel le 29 novembre 1911. Il se marie le 10 décembre 1937 avec Geneviève Suzanne Cazals, en la mairie de Béziers. Il est, dans cette région du Sud-Ouest, très vite imprégné par le ballon ovale et le rugby à XV. Il fréquente le lycée de Foix avant de rejoindre Lézignan-Corbières et son club le F.C. Lézignan.

### 1925-1931: carrière de Léopold Fabre au F.C. Lézignan

#### Début de carrière de Léopold Fabre dans un club ambitieux

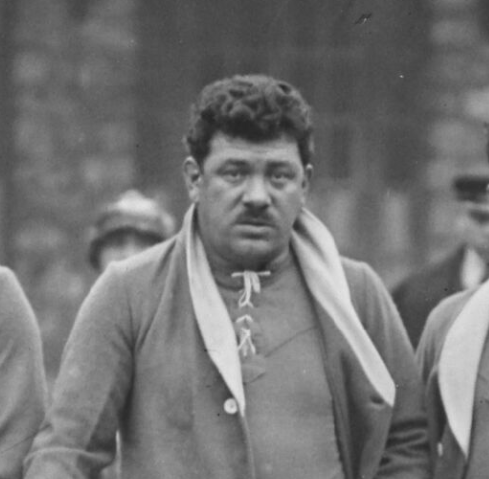
Jean Sébédio, son entraineur au F.C. Lézignan, l'emmène en finale du Championnat de France 1929.

Avec le F.C. Lézignan, Léopold Fabre découvre le Championnat de France de rugby à XV lors de la saison 1925-1926 au sein du F.C. Lézignan. Le club dispute la poule d'excellence qui correspond à la première division française. Le club lézignanais est entraîné par l'ancien international et entraîneur-joueur de l'A.S. Carcassonne, Jean Sébédio surnommé « le Sultan », personnage haut en couleur. Le club est alors frappé d'une interdiction de rencontre à domicile dans son stade du Moulin en raison d'incidents sur les terrains mais reste qualifié pour disputer le Championnat. Petit à petit, Léopold Fabre parvient à se faire sa place au sein des avants et est remarqué par la presse pour son talent, cependant que des résultats amènent à considérer le club audois comme un outsider du Championnat sous l'impulsion du capitaine J. Sébédio qui continue de jouer malgré son âge,. Lors de cette saison 1926-1927, le F.C. Lézignan est tout proche de disputer les demi-finales du Championnat et bataille avec le Stade Français d'Adolphe Jauréguy, Jean Duhau et André Verger pour cette qualification parvenant même à les battre le 20 mars 1927 au stade Buffalo, et ce n'est qu'une rencontre supplémentaire nommée match de barrage qui détermine le qualifié en raison de l'égalité de points en phase de poule. À Colombes, le Stade Français parvient à prendre l'avantage sur le F.C. Lézignan de L. Fabre dans cette rencontre décisive 11-5.

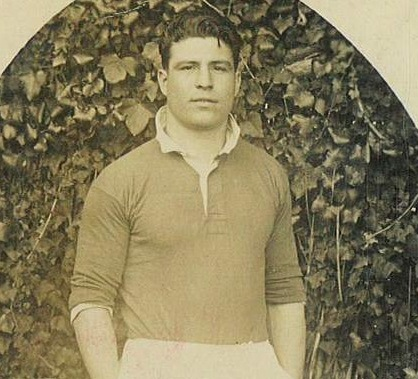
Maurice Porra occupe le poste de talonneur au F.C. Lézignan avec à ses côtés Léopold Fabre au poste de pilier.

La saison 1927-1928 voit l'arrivée d'un nouvel élément en première ligne des avants avec Maurice Porra au talonnage. Le club en Championnat de France se trouve dans la poule G aux côtés du Racing C.F., du Stade bordelais, l'U.S. Montauban et le C.A. Brive. Le club fait bonne figure mais ne se qualifie pas pour la phase des poules de quatre à la suite de sa défaite dans le match de barrage qualificatif face au Stade bordelais 9-0.

#### Saison 1928-1929: Léopold Fabre dispute une finale du Championnat de France
La saison 1928-1929 est plus prometteuse, J. Sébédio n'est plus joueur mais il reste l'entraîneur de cette équipe audoise. Le club surprend et réalise une série de victoires stoppée une première fois par l'U.S. Quillan, dernier finaliste du Championnat de France, puis par l'A.S. Béziers en novembre 1928. Au fil de la saison, le F.C. Lézignan postule comme un sérieux outsider dans le Championnat de France. Le club bat au cours de la saison certains autres prétendants tels que le S.C. Mazamet, le Stadoceste tarbais, l'U.S. Perpignan, le Racing C.F. ou encore le S.U. Agen. Ses moyens restreints limitent son effectif et il fait l'objet d'une réputation peu flatteuse infligée par les équipes vaincues dénonçant le chauvinisme de son public, la brutalité des joueurs ou la partialité des arbitres lors des rencontres à domicile au stade du Moulin. L'équipe est en revanche saluée par de nombreux adversaires lorsqu'elle évolue sur terrain adverse où elle est appréciée pour son jeu ouvert, mobile et une assurance en mêlée. Le F.C. Lézignan domine la poule de cinq puis celle de la poule de trois devant le F.C. Grenoble et Boucau stade pour se qualifier pour les quarts-de-finale du Championnat.
Composition du F.C. Lézignan :
Le F.C. Lézignan affronte en quarts-de-finale le Stade bordelais au stade des Ponts-Jumeaux de Toulouse et revêt à ce stade de la compétition l'habit de grand prétendant au titre en raison de l'excellente préparation de l'équipe pour terminer la saison. La rencontre tourne à l'avantage de Lézignan qui s'impose 27-5. En demi-finale du Championnat, le club audois affronte l'A.S. Béziers à Carcassonne, pendant que l'autre demi-finale oppose l'U.S. Quillan au S.U. Agen, permettant au comité du Languedoc d'avoir trois qualifiés en demi-finales. La demi-finale, disputée sur le terrain de la Pépinière devant près de 15 000 spectateurs, est serrée, et ce n'est qu'au terme des prolongations (6-6 à la fin du temps réglementaire) que Lézignan s'impose 9-6 grâce à un ultime essai de Célestin Wisser pour se qualifier pour la première finale de son histoire et affronter l'U.S. Quillan dans une finale 100 % audoise. La date de la finale fait l'objet d'un débat, les Quillanais souhaitant qu'elle se dispute le 19 mai et les Lézignanais voulant qu'elle soit repoussée au 26 mai pour permettre à ses joueurs de récupérer. C'est finalement la première option qui est retenue par la Fédération française. La finale, disputée à Toulouse, contre l'U.S. Quillan de Jean Galia et Eugène Ribère est émaillée par de nombreuses bagarres hachant le jeu au grand dam des spectateurs. Au cours de ce match, le F.C. Lézignan mène 8-0 après 45 minutes de jeu avant de s’effondrer en fin de rencontre et laisser les Quillanais gagner 11-8. Quelques semaines plus tard, en mi-juillet 1929, l'exclusion du F.C. Lézignan du Championnat de France pour un an est votée au conseil de la Fédération française de rugby à XV en raison des faits de matchs pointant la brutalité des joueurs du club lors de la finale. Dans cette période d'incertitude, le club voit le départ de M. Porra qui signe pour le F.C. Lyon tandis que L. Fabre reste au club.

#### 1929-1930: Léopold Fabre intègre l'équipe de France
Après des semaines d'hésitations et à la suite d'un remaniement de la constitution du comité de Languedoc, le F.C. Lézignan est de nouveau qualifié en Championnat de France. L. Fabre prend le rôle au talonnage à la suite du départ de M. Porra et le F.C. Lézignan reste une équipe qui compte en Championnat, affrontant même l'U.S. Quillan dans un esprit apaisé loin des bagarres agitant la fin de saison 1928-1929 avec une victoire lézignanaise. Le F.C. Lézignan est finalement requalifié en Championnat en décembre 1929 lui permettant de disputer la division d'excellence (première division de rugby à XV). Le club audois s'extirpe de la poule de 5 avec le F.C. Lourdes et le S.A.U. Limoges, mais voit son parcours stoppé en poule de 3 pour une qualification en quart-de-finale en étant devancé par la Section paloise. La saison finie, L. Fabre prend part à des rencontres amicales comme lors d'une confrontation entre le Stade toulousain, avec lequel il est aligné, et le S.O. Béziers.
Composition de l'équipe de France :
Son repositionnement au poste de talonneur cette saison est un succès. Léopold Fabre apprend alors qu'il est convoqué en équipe de France. Il prend à une rencontre en faveur des sinistrés du Midi à Toulouse le 30 mars 1930 où il y gagne sa place dans l'optique de l'opposition contre l'équipe d'Allemagne. La rencontre est programmée le 6 avril 1930 à Berlin. Il remplace au poste de talonneur son partenaire de club Charles Bigot (qui joue comme pilier au F.C. Lézignan) et se trouve être le seul Lézignanais sélectionné pour ce match. Il déclare avant la rencontre : « Je ferai de mon mieux, croyez-le, pour gagner la cape ! J'ai du cœur au ventre et ne rebute pas au boulot. » Pour se rendre en Allemagne, l'équipe de France est réunie à Paris et voyage par wagon-lit de la capitale à Cologne puis de Cologne à Berlin. Cette rencontre démontre la supériorité des Français qui s'imposent sur un score de 31-0.

#### Saison 1930-1931: Léopold Fabre subit la radiation du F.C. Lézignan
Le F.C. Lézignan et Léopold Fabre réalisent une saison 1930-1931 des plus correctes. Ils s'extirpent de leur poule de cinq en éliminant le Stade hendayais et l'U.S. Montauban, et en accompagnant au tour nommé « poule de trois » l'U.S. Cognac et le C.A. Périgueux. L. Fabre réalise une saison des plus réussies à son poste de talonneur où il reste l'une des références du Championnat, amenant la presse sportive à questionner les sélectionneurs français sur son absence dans les convocations. En mars 1931, le club est éliminé de la poule de trois par l'A.S. Montferrand. La saison a été émaillée de nombreuses controverses au sujet de la brutalité des joueurs lézignanais au cours des rencontres. Le club finit par être radié par la Fédération française de rugby à XV, ce qui contraint les joueurs à trouver un autre club pour la saison 1931-1932. Léopold Fabre décide alors de rejoindre le Stade châteaurenardais avec son frère Albert. Le club chateaurenardais ne parvient pas à se qualifier pour la division d'excellence.

### 1934: fin du chapitre rugby à XV et Pionnier du rugby à XIII en France

#### Jean Galia convainc Léopold Fabre de prendre part à la tournée des Pionniers pour promouvoir le rugby à XIII

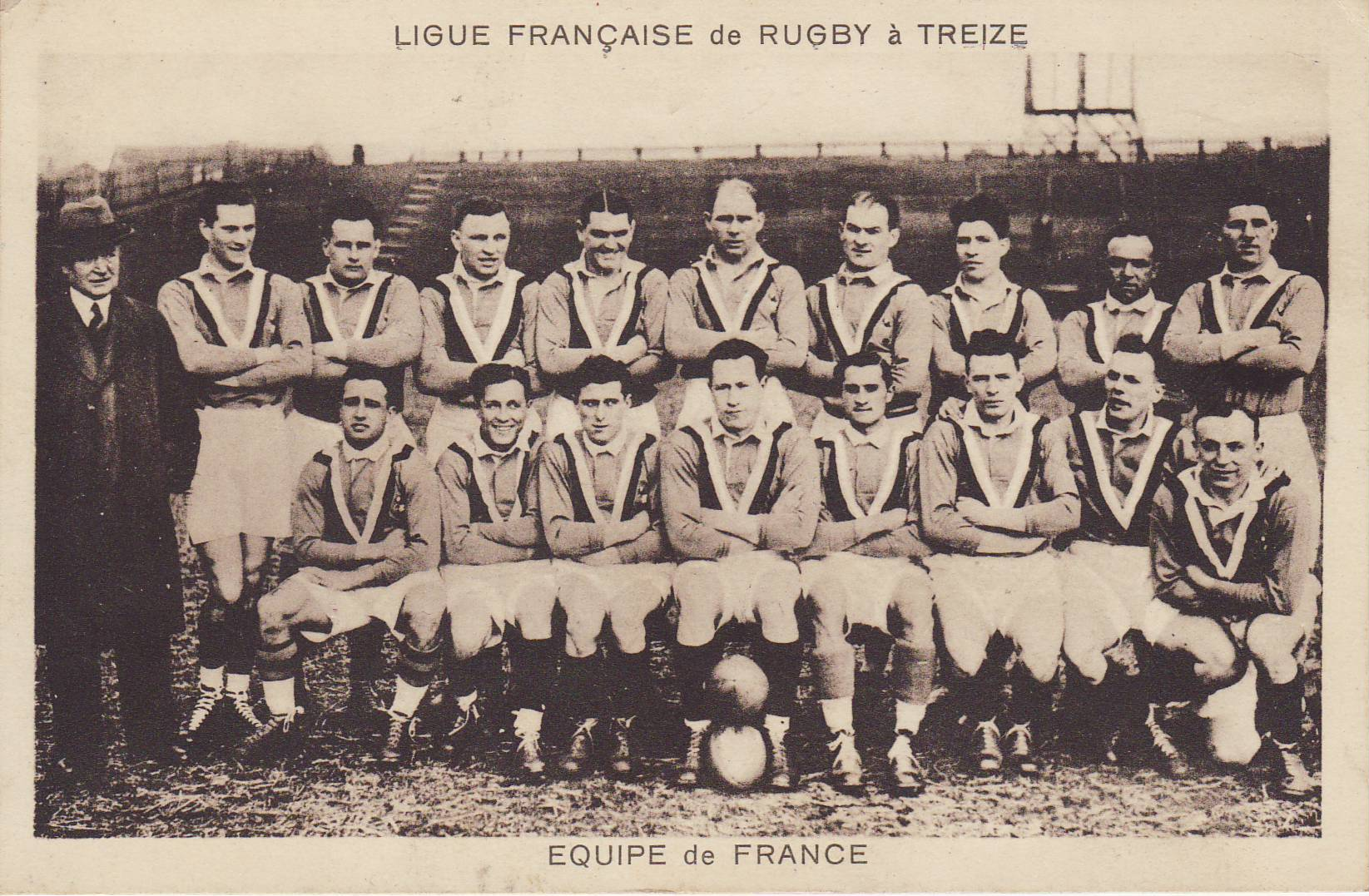
Les Pionniers, première manifestation française du rugby à XIII.

Lors de l'arrivée du rugby à XIII en France, l'initiateur de ce mouvement, Jean Galia, banni du rugby à XV, décide de convaincre de nombreux joueurs de le rejoindre. Fabre annonce son arrivée au rugby à XIII en dénonçant l'amateurisme marron à l'instar de nombreux joueurs de rugby à XV, y compris de nombreux internationaux. Il déclare qu'il touchait 350 francs par match joué au Stade toulousain du temps de l'Union française de rugby amateur, mettant en accusation cette organisation qui se prétendait « être des purs » au sens amateurisme et rénover le rugby à XV français. Le monde du rugby à XV entre en ébullition devant ces révélations, notamment au regard des exigences des Britanniques qui exigent le strict amateurisme du rugby à XV. Pour la première manifestation du rugby à XIII en France, Jean Galia concocte une tournée d'une sélection française en Angleterre en mars 1934. Léopold Fabre fait partie de cette sélection qui sera nommée « Les Pionniers » entouré par quelques-uns des grands du rugby à XV de l'époque désireux de dénoncer l'amateurisme marron du XV après avoir été bannis et de faire fructifier leurs talents au rugby, à l'instar de Robert Samatan, Jean Duhau, Charles Mathon ou Charles Petit. Cette tournée permet de lancer le mouvement treiziste en France et de créer de nombreux clubs tout en mettant en place un Championnat de France à partir de l'automne 1934.

#### Impossibilité de créer un club de rugby à XIII à Lézignan et radiation au rugby à XV - Prémices d'une fin de carrière
Léopold Fabre accompagne la volonté d'anciens présidents du F.C. Lézignan, MM. Guiraud, Dufour et Sermentin, et des joueurs Gaston Amila et Maurice Porra pour créer un club de rugby à XIII sur la ville de Lézignan-Corbières, mais le projet n'aboutit pas. À la rentrée 1934, il accompagne aux entraînements ses deux jeunes frères, dont Émile Fabre, grand talent qui sera international de rugby à XV et capitaine du Stade toulousain. Il ne peut pas prendre part dans un premier temps aux rencontres officielles en raison de son passage au rugby à XIII amenant sa radiation par la fédération française de rugby à XV,. Il joue alors des rencontres amicales pour renouer avec la pratique du rugby à XV au sein du F.C. Lézignan jusqu'en 1936.

### Après-carrière
En 1939, il est réquisitionné durant la Seconde Guerre mondiale à proximité d'une base aérienne. Il meurt le 18 février 1987 à Thézan-lès-Béziers (Hérault).

## Palmarès

### Rugby à XV
- Collectif : 
  - Finaliste du Championnat de France : 1929 (Lézignan).

#### Détails en sélection
| Matchs internationaux de Léopold Fabre | Matchs internationaux de Léopold Fabre | Matchs internationaux de Léopold Fabre | Matchs internationaux de Léopold Fabre | Matchs internationaux de Léopold Fabre | Matchs internationaux de Léopold Fabre | Matchs internationaux de Léopold Fabre | Matchs internationaux de Léopold Fabre | Matchs internationaux de Léopold Fabre | Matchs internationaux de Léopold Fabre | Matchs internationaux de Léopold Fabre | Matchs internationaux de Léopold Fabre |
|                                        | Date                                   | Adversaire                             | Résultat                               | Compétition                            | Poste                                  | Points                                 | Essais                                 | Pen.                                   | Drops                                  |                                        |                                        |
| -------------------------------------- | -------------------------------------- | -------------------------------------- | -------------------------------------- | -------------------------------------- | -------------------------------------- | -------------------------------------- | -------------------------------------- | -------------------------------------- | -------------------------------------- | -------------------------------------- | -------------------------------------- |
| sous les couleurs de la France         |                                        |                                        |                                        |                                        |                                        |                                        |                                        |                                        |                                        |                                        |                                        |
| 1.                                     | 6 avril 1930                           | Allemagne                              | 31-0                                   | Test-match                             | Talonneur                              | -                                      | -                                      | -                                      | -                                      |                                        |                                        |

#### Statistiques en club
| Saison  | Saison                 | Championnat | Championnat | Sélection | Sélection | Sélection | Sélection | Sélection | Sélection |
| Saison  | Saison                 | Comp. | Class. | Comp. | M | Pts | Ess. | Buts | Dp. |
| ------- | ---------------------- | --- | --- | --- | --- | --- | --- | --- | --- |
| 1925-26 | FC Lézignan            | Championnat de France                                                                                                   | poule de trois | | | | | | |
| 1926-27 | FC Lézignan            | Championnat de France                                                                                                   | poule de quatre | | | | | | |
| 1927-28 | FC Lézignan            | Championnat de France                                                                                                   | poule de cinq | | | | | | |
| 1928-29 | FC Lézignan            | Championnat de France                                                                                                   | Finaliste | | | | | | |
| 1929-30 | FC Lézignan            | Championnat de France                                                                                                   | poule de trois | | 1 | - | - | - | - |
| 1930-31 | FC Lézignan            | Championnat de France                                                                                                   | poule de trois | | | | | | |
| 1931-32 | Stade châteaurenardais | | | | | | | | |
| 1934-34 | Les Pionniers (XIII)   | Passage de Léopold Fabre au rugby à XIII en prenant part à la tournée des Pionniers emmenés par Jean Galia.             | Passage de Léopold Fabre au rugby à XIII en prenant part à la tournée des Pionniers emmenés par Jean Galia.             | Passage de Léopold Fabre au rugby à XIII en prenant part à la tournée des Pionniers emmenés par Jean Galia.             | Passage de Léopold Fabre au rugby à XIII en prenant part à la tournée des Pionniers emmenés par Jean Galia.             | Passage de Léopold Fabre au rugby à XIII en prenant part à la tournée des Pionniers emmenés par Jean Galia.             | Passage de Léopold Fabre au rugby à XIII en prenant part à la tournée des Pionniers emmenés par Jean Galia.             | Passage de Léopold Fabre au rugby à XIII en prenant part à la tournée des Pionniers emmenés par Jean Galia.             | Passage de Léopold Fabre au rugby à XIII en prenant part à la tournée des Pionniers emmenés par Jean Galia.             |
| 1934-36 | FC Lézignan            | Radié par la Fédération française de rugby à XV, Léopold Fabre ne joue que les rencontres amicales du club lézignanais. | Radié par la Fédération française de rugby à XV, Léopold Fabre ne joue que les rencontres amicales du club lézignanais. | Radié par la Fédération française de rugby à XV, Léopold Fabre ne joue que les rencontres amicales du club lézignanais. | Radié par la Fédération française de rugby à XV, Léopold Fabre ne joue que les rencontres amicales du club lézignanais. | Radié par la Fédération française de rugby à XV, Léopold Fabre ne joue que les rencontres amicales du club lézignanais. | Radié par la Fédération française de rugby à XV, Léopold Fabre ne joue que les rencontres amicales du club lézignanais. | Radié par la Fédération française de rugby à XV, Léopold Fabre ne joue que les rencontres amicales du club lézignanais. | Radié par la Fédération française de rugby à XV, Léopold Fabre ne joue que les rencontres amicales du club lézignanais. |

### Le rugby à XIII: le plus français du monde
1. 1 2  Bonnery 1996, p. 46.
2. ↑  Bonnery 1996, p. 49.